# Art’s Birthday
Der Art’s Birthday (frz. anniversaire de l’art) ist der im Jahr 1963 von dem französischen Fluxus-Künstler Robert Filliou (1926–1987) willkürlich  auf den Tag seiner eigenen Geburt, den 17. Januar und auf 1.000.000 Jahre vor 1963 (998.038 v. Chr.) festgelegte Geburtstag der Kunst. Der als Hommage an die Kunst gegründete Aktionstag, der die Präsenz der Kunst im täglichen Leben würdigen soll, wird inzwischen jährlich zelebriert und findet weltweit Resonanz. Am 17. Januar 2023 wurde der 1.000.060. Art’s Birthday gefeiert.
Prinzip der Aktion ist es, der Kunst im Sinn von Fillious „création permanente“ (ständige Schöpfung) über ein „Eternal Network“ (immerwährendes Netzwerk) mittels Post, Fax, E-Mail, Internet und Radio sowie auf jede andere erdenkliche Art Geschenke darzubringen. Einzige Regel ist, dass jeder Geschenke versenden und empfangen, beziehungsweise austauschen soll.

## Geschichte
Dem Art’s Birthday liegt ein Textauszug mit folgendem Wortlaut zugrunde:
„Alles begann an einem 17. Januar vor 1.000.000 Jahren. Ein Mensch [un homme] nahm einen trockenen Schwamm und ließ ihn in einen Eimer Wasser fallen. Wer dieser Mann war, ist nicht wichtig. Er ist tot, aber die Kunst ist lebendig.“. Weiter schrieb er, in Übereinstimmung mit einem der Fluxus-Grundprinzipien („Kunst ist Leben“): „KUNST war vor einer Million Jahren LEBEN, in einer Million und zehn Jahren wird sie es immer noch sein“
Robert Filliou feierte den Tag bis zu seinem Tod selber. Im Jahr 1973, zehn Jahre nachdem er die obigen Sätze niedergeschrieben hatte, zelebrierte er den 1.000.010. Geburtstag der Kunst öffentlich in Aachen. Konform zu seiner eigenen Aussage „Kunst ist, was das Leben interessanter macht als Kunst“ forderte er zuvor: „keine Kunst an den Wänden“ und ließ die Gemälde in den Museen abhängen, weil er wünschte, dass die Kunst an ihrem Festtag (ohne Kunstwerke) im Leben aufgehen und das Treiben der Teilnehmer bewusst oder unbewusst steuern möge. Er verlegte folglich die Festlichkeiten aus den Kulturstätten auf die mit Banderolen und Lampions geschmückten Straßen, wo unter anderem Bälle organisiert wurden, Orchester aufmarschierten und Feuerwerke abgebrannt wurden. Filliou wünschte sich für den Tag „internationale Schulferien, bezahlten Urlaub für die Arbeiter der ganzen Welt und spontane Festlichkeiten und Belustigungen rund um den Erdball“ und erklärte den Tag zum Feiertag. Tatsächlich nahmen die Aachener sich frei. Fabriken, Büros und Schulen blieben geschlossen. Seine Glückwünsche zum Art’s Birthday signierte der Künstler mit: „Robert Filliou, né en 999.963 a.a (après l’art)“, deutsch Robert Filliou, geboren 999.963 n. K (nach der Kunst).
Nach dem Tod von Filliou setzten Freunde und Sympathisanten die Geburtstagstradition fort.
In Frankreich wurde am 16. Januar 2007 die landesweite Aktion „Un million et quarante-quatrième anniversaire de l’art / 24 heures pour célébrer l’art contemporain en France“ (1.000.044. Geburtstag der Kunst / 24 Stunden, um die zeitgenössische Kunst in  Frankreich zu feiern) um Punkt Mitternacht im Palais de Tokyo durch eine „Schreiminute“, Gegenteil der Gedenkminute, eröffnet. Rund 40 FRACs (Fonds régionales d’art contemporaines), Kunst- und Kulturzentren und Kunstschulen beteiligten sich an der Aktion.
Besonders aktiv sind am Art’s Birthday seit einigen Jahren Radiosender. Sie tauschen an diesem Tag ihre „Klangkunst“ über Satelliten aus.

## Art’s Birthday 2013
Am Art’s Birthday 2013 beteiligt waren unter anderem:
- Karl von Monschau Compartiment im Alten Kulturhaus Aachen[9]
- Südwestrundfunk 2 (Kulturwelle)[10]
- Dietmar Gubin Dokumentation der Gäste und Fluxus Künstler zum  „ART´S BIRTHDAY 2013“ „1.000.050. Geburtstag der Kunst“ im Ballsaal „Altes Kurhaus“, Aachen[11]
- Museum der Unerhörten Dinge Drei Tage für den 1.000.050. Geburtstag der Kunst[12]

## Art’s Birthday 2008
Am Art’s Birthday 2008 beteiligt waren unter anderem:
- Deutschlandradio (Deutschlandradio Kultur)
- Südwestrundfunk (Kulturwelle SWR2)
- Österreich 1 (Kunstradio), Wien
- Zentrum für Kunst und Medientechnologie, Karlsruhe